# بيلي إس كروسروادس (فرجينيا)
بيلي إس كروسروادس (بالإنجليزية: Bailey's Crossroads CDP, Virginia)‏ هي منطقة سكنية تقع بولاية فرجينيا في الولايات المتحدة. تبلغ مساحتها 5.3 كم2، وترتفع عن سطح البحر 78 م، بلغ عدد سكانها 23,643 نسمة في عام 2010 حسب إحصاء مكتب تعداد الولايات المتحدة وتصل الكثافة السكانية فيها 4,460.9 نسمة لكل كيلومتر مربع (11,553.7/ميل2).

## التركيبة السكانية
حدّد مكتب تعداد الولايات المتحدة بيانات التركيبة السكانية لبيلي إس كروسروادس في تعداد الولايات المتحدة. في ما يلي، التركيبة السكانية حسب تعدادي 2000 و2010.

### تعداد عام 2000
بلغ عدد سكان بيلي إس كروسروادس 23,166 نسمة بحسب تعداد عام 2000، وبلغ عدد الأسر 8,547 أسرة وعدد العائلات 4,968 عائلة مقيمة في المنطقة السكنية. في حين سجلت الكثافة السكانية 4,370.9 نسمة لكل كيلومتر مربع (11,320.6/ميل2). وبلغ عدد الوحدات السكنية 8,813 وحدة بمتوسط كثافة قدره 1,662.8 لكل كيلومتر مربع (4,306.6/ميل2).
وتوزع التركيب العرقي للمنطقة السكنية بنسبة 47.90% من البيض و10.85% من الأمريكيين الأفارقة و0.54% من الأمريكيين الأصليين و12.37% من الأمريكيين ذوي الأصول الآسيوية و0.09% من سكان جزر المحيط الهادئ و18.73% من الأعراق الأخرى و9.51% من عرقين مختلطين أو أكثر و37.11% من الهسبانيون أو اللاتينيون من أي عرق.
بلغ عدد الأسر 8,547 أسرة كانت نسبة 32.8% منها لديها أطفال تحت سن الثامنة عشر تعيش معهم، وبلغت نسبة الأزواج القاطنين مع بعضهم البعض 40.4% من أصل المجموع الكلي للأسر، ونسبة 11.2% من الأسر كان لديها معيلات من الإناث دون وجود شريك، بينما كانت نسبة 6.5% من الأسر لديها معيلون من الذكور دون وجود شريكة وكانت نسبة 41.9% من غير العائلات. تألفت نسبة 33.3% من أصل جميع الأسر من عدة أفراد يعيشون في نفس المنزل ونسبة 10.4% كانت تتألف من شخص يعيش بمفرده يبلغ من العمر 65 عاماً أو أكثر. وبلغ متوسط حجم الأسرة المعيشية 2.70، أما متوسط حجم العائلات فبلغ 3.40.
بلغ العمر الوسطي للسكان 33.1 عاماً. وكانت نسبة 23% من القاطنين تحت سن الثامنة عشر، وكانت نسبة 10.5% بين الثامنة عشر والرابعة والعشرين عاماً، ونسبة 37% كانت واقعةً في الفئة العمرية ما بين الخامسة والعشرين والرابعة والأربعين عاماً، ونسبة 18.9% كانت ما بين الخامسة والأربعين والرابعة والستين، ونسبة 10.1% كانت ضمن فئة الخامسة والستين عاماً فما فوق. يوجد لكل 100 أنثى 106.6 ذكر، ويوجد لكل 100 أنثى في الثامنة عشر من عمرها فما فوق 106.7 ذكر.
بلغ متوسط دخل الأسرة في المنطقة السكنية 48,636 دولارًا، أما متوسط دخل العائلة فبلغ 37,115 دولارًا. وكان متوسط دخل الذكور 28,060 دولارًا مقابل 30,333 دولارًا للإناث. وسجل دخل الفرد الخاص بالمنطقة السكنية 14,188 دولارًا. وكانت نسبة 22% من العائلات ونسبة 26.4% من السكان تحت خط الفقر، وكان من هؤلاء نسبة 36.1% تحت سن الثامنة عشر ونسبة 9.5% في الخامسة والستين من العمر وما فوق.

### تعداد عام 2010
بلغ عدد سكان بيلي إس كروسروادس 23,643 نسمة بحسب تعداد عام 2010، وبلغ عدد الأسر 8,885 أسرة وعدد العائلات 5,102 عائلة مقيمة في المنطقة السكنية. في حين سجلت الكثافة السكانية 4,460.9 نسمة لكل كيلومتر مربع (11,553.7/ميل2). وبلغ عدد الوحدات السكنية 9,682 وحدة بمتوسط كثافة قدره 1,826.8 لكل كيلومتر مربع (4,731.4/ميل2).
وتوزع التركيب العرقي للمنطقة السكنية بنسبة 51.22% من البيض و15.22% من الأمريكيين الأفارقة و1.02% من الأمريكيين الأصليين و10.40% من الأمريكيين ذوي الأصول الآسيوية و0.11% من سكان جزر المحيط الهادئ و17.11% من الأعراق الأخرى و4.92% من عرقين مختلطين أو أكثر و39.49% من الهسبانيون أو اللاتينيون من أي عرق.
بلغ عدد الأسر 8,885 أسرة كانت نسبة 31.2% منها لديها أطفال تحت سن الثامنة عشر تعيش معهم، وبلغت نسبة الأزواج القاطنين مع بعضهم البعض 39% من أصل المجموع الكلي للأسر، ونسبة 11.5% من الأسر كان لديها معيلات من الإناث دون وجود شريك، بينما كانت نسبة 6.9% من الأسر لديها معيلون من الذكور دون وجود شريكة وكانت نسبة 42.6% من غير العائلات. تألفت نسبة 34.3% من أصل جميع الأسر من عدة أفراد يعيشون في نفس المنزل ونسبة 10.9% كانت تتألف من شخص يعيش بمفرده يبلغ من العمر 65 عاماً أو أكثر. وبلغ متوسط حجم الأسرة المعيشية 2.64، أما متوسط حجم العائلات فبلغ 3.32.
بلغ العمر الوسطي للسكان 34.6 عاماً. وكانت نسبة 21.7% من القاطنين تحت سن الثامنة عشر، وكانت نسبة 9.1% بين الثامنة عشر والرابعة والعشرين عاماً، ونسبة 35.8% كانت واقعةً في الفئة العمرية ما بين الخامسة والعشرين والرابعة والأربعين عاماً، ونسبة 22.7% كانت ما بين الخامسة والأربعين والرابعة والستين، ونسبة 10.8% كانت ضمن فئة الخامسة والستين عاماً فما فوق. وتوزع التركيب الجنسي للسكان بنسبة 51.6% ذكور و48.4% إناث.